# Margaritaria nobilis
Margaritaria nobilis är en emblikaväxtart som beskrevs av Carl von Linné d.y.. Margaritaria nobilis ingår i släktet Margaritaria och familjen emblikaväxter. Inga underarter finns listade i Catalogue of Life.